# Pricilla de Oliveira Azevedo
Pricilla de Oliveira Azevedo, sinh năm 1978, là một sĩ quan cảnh sát mang hàm Thiếu tá người Brazil, đã giành được giải thưởng quốc tế vì sự dũng cảm và liêm chính.

## Sự nghiệp
Cô được sinh ra vào khoảng năm 1978 và đã được nuôi dưỡng trong khu phố Laranjeiras của Brazil. Cô được chú ý đến khi chính cô đã thực hiện nhiệm vụ bắt giữ những người trước đó đã bắt cóc cô và giam giữ cô như một tù nhân.

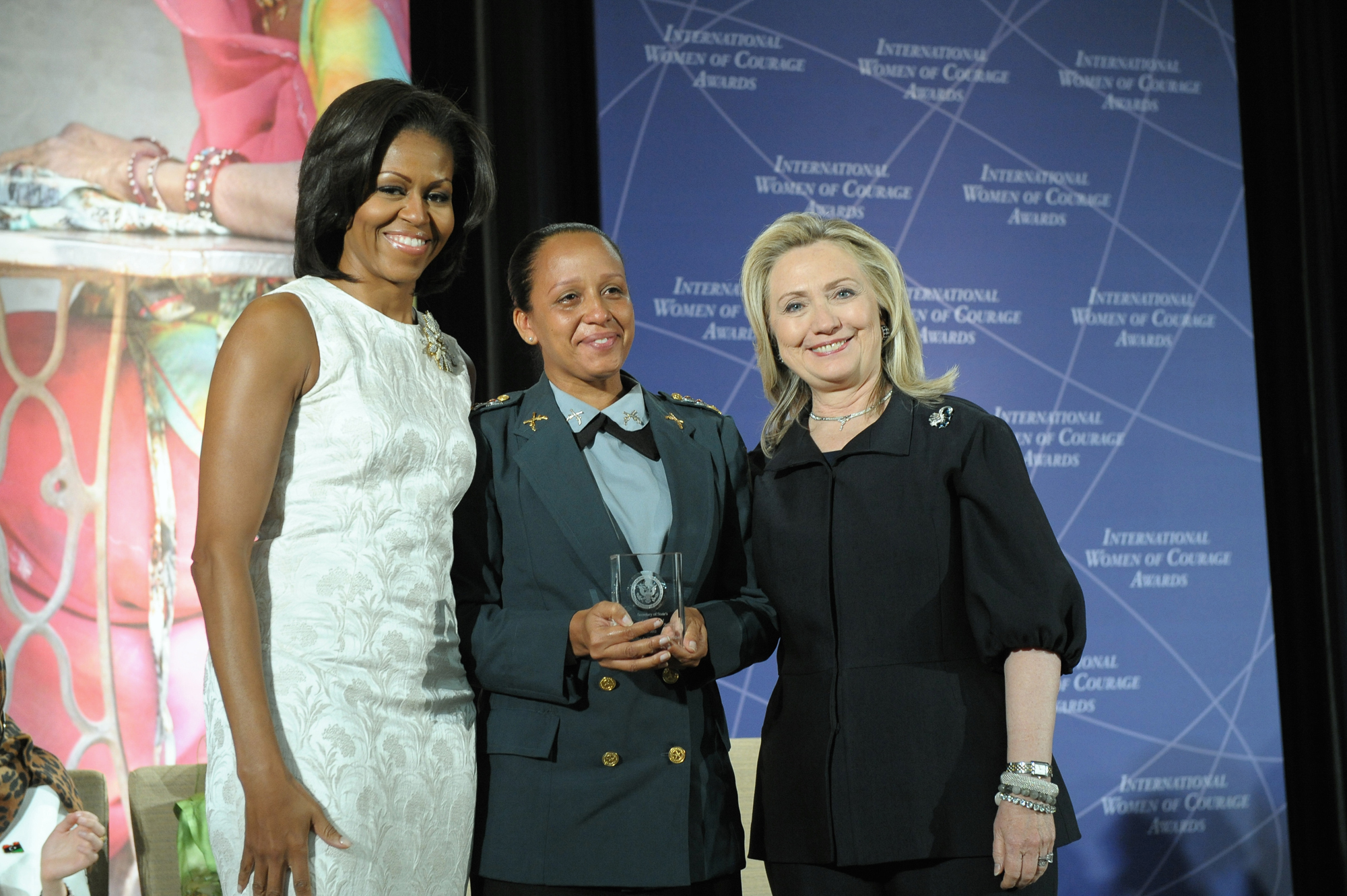
Pricilla de Oliveira Azevedo cùng Michelle Obama và Hillary Clinton nhận giải thưởng Phụ nữ can đảm quốc tế năm 2012.

Năm 1998, cô gia nhập Cảnh sát Quân sự bang Rio de Janeiro, và năm 2000, cô bắt đầu làm việc trong các hoạt động đàn áp tội phạm đường phố bởi các tiểu đoàn cảnh sát. Năm 2007, cô bị bắt cóc và tấn công, nhưng cô đã trốn thoát và tìm cách bắt giữ ba kẻ bắt cóc chính mình trước đó. Năm 2008, cô được giao đặt trách, là người đầu tiên là "Cảnh sát Bình Định Đơn vị" (UPP) tại Rio de Janeiro, trong Favela Santa Marta. Kể từ tháng 01 năm 2014, cô là Giám đốc của UPP ở Rocinha, kế đến cô tiếp tục là giám đốc vào năm 2013 cho đến khi các sĩ quan của UPP bị buộc tội liên quan đến vụ mất tích của một người đàn ông địa phương.
Cô đã nhận được một giải thưởng Phụ nữ can đảm quốc tế năm 2012 và Veja đặt biệt danh cho cô là "Người bảo vệ thành phố". Cô là số ít các nữ cảnh sát của Brazil được biết đến ở lục địa của cô